# Труманов шоу
Труманов шоу (енгл. The Truman Show) је амерички филм из 1998. године, који је режирао Питер Вир, а сценарио написао Ендру Никол. Главну улогу тумачи Џим Кери, а у споредним су Лора Лини, Ноа Емерик, Ед Харис и Наташа Макелхон. Филм говори о животу човека који је несвестан да живи у смишљеној ријалити емисији, коју широм света гледа око милијарду људи. Труман постаје сумњичав по питању стварности и упушта се у откривање истине о свом животу.
Брајан де Палма је био у избору да режира филм пре него га је Вир преузео и успео да га сними са 60 милиона долара иако је процењени буџет био 80 милиона. Сниман је на локацијама у Сисајду, Флорида. Филм је добио позитивне критике и зарадио бројне номинације за 71. Оскара, 56. Златни глобус, 52. награде БАФТА и награде Сатурн.